# جایزه بوکر ۲۰۱۸
جایزه داستانی بوکر ۲۰۱۸ در مراسمی در ۱۶ اکتبر ۲۰۱۸ اهدا شد. ده کتاب از ۱۳ کتاب من بوکر در ۲۴ ژوئیه اعلام شد و در ۲۰ سپتامبر به فهرست نهایی شش کتاب محدود شد. لیست طولانی شامل Sabrina توسط Nick Drnaso، اولین نوع در تاریخ جایزه بوکر بود که یک رمان گرافیکی را معرفی کرد.
آنا برنز برای سومین رمان خود، میلکمان، با دریافت ۵۰٬۰۰۰ پوند جایزه بوکر ۲۰۱۸ را دریافت کرد. او اولین نویسنده ایرلندی شمالی شد که برنده این جایزه شد.

## هیئت داوری
- کوام آنتونی اپیا
- وال مک درمید
- لئو رابسون
- ژاکلین رز
- لین شپتون

## نامزدها (فهرست نهایی)
| نویسنده        | عنوان        | ژانر(ها) | کشور                | ناشر          |
| -------------- | ------------ | -------- | ------------------- | ------------- |
| آنا برنز       | شیرخوار      | رمان     | بریتانیا            | فابر و فابر   |
| اسی ادوگیان    | واشینگتن بلک | رمان     | کانادا              | دم مار        |
| دیزی جانسون    | همه چیز زیر  | رمان     | بریتانیا            | جاناتان کیپ   |
| راشل کوشنر     | اتاق مریخ    | رمان     | ایالات متحده آمریکا | جاناتان کیپ   |
| ریچارد پاورز   | Overstory    | رمان     | ایالات متحده آمریکا | ویلیام هاینمن |
| رابین رابرتسون | نگاه طولانی  | رمان آیه | بریتانیا            | پیکادور       |

## نامزدها (فهرست کلی)
| نویسنده        | عنوان                     | ژانر(ها)     | کشور                | ناشر             |
| -------------- | ------------------------- | ------------ | ------------------- | ---------------- |
| بلیندا بائر    | ضربه محکم و ناگهانی       | جرم          | بریتانیا            | مطبوعات بانتام   |
| آنا برنز       | شیرخوار                   | رمان         | بریتانیا            | فابر و فابر      |
| نیک درناسو     | سابرینا                   | رمان گرافیکی | ایالات متحده آمریکا | گرانتا           |
| اسی ادوگیان    | واشینگتن بلک              | رمان         | کانادا              | دم مار           |
| گای گوناراتنه  | در شهر دیوانه و خشمگین ما | رمان         | بریتانیا            | مطبوعات Tinder   |
| دیزی جانسون    | همه چیز زیر               | رمان         | بریتانیا            | جاناتان کیپ      |
| راشل کوشنر     | اتاق مریخ                 | رمان         | ایالات متحده آمریکا | جاناتان کیپ      |
| سوفی مکینتاش   | درمان آب                  | رمان         | بریتانیا            | هامیش همیلتون    |
| مایکل اونداتجه | نور جنگ                   | رمان         | کانادا              | جاناتان کیپ      |
| ریچارد پاورز   | Overstory                 | رمان         | ایالات متحده آمریکا | ویلیام هاینمن    |
| رابین رابرتسون | نگاه طولانی               | رمان آیه     | بریتانیا            | پیکادور          |
| سالی رونی      | مردم عادی                 | رمان         | ایرلند              | فابر و فابر      |
| دونال رایان    | از دریای کم و آرام        | رمان         | ایرلند              | Doubleday ایرلند |